# Хойт, Джастин
Джа́стин Ре́ймонд Хойт (англ. Justin Raymond Hoyte; родился 20 ноября 1984, Лондон) — тринидадский футболист английского происхождения, защитник. Выступал за сборную Тринидада и Тобаго.

## Клубная карьера

### «Арсенал»
Джастин — воспитанник футбольной академии «Арсенала». За «канониров» темнокожий защитник дебютировал 3 мая 2003 года, в матче против «Саугтемптона». Хойт вышел на замену на 89-й минуте, а «Арсенал» выиграл со счётом 6:1.
Летом 2005 года Джастин мог перейти на правах аренды в «Ипсвич», однако Арсен Венгер настоял, чтобы защитник был отдан в аренду в клуб Премьер-лиги. Так возник вариант с «Сандерлендом». Джастин провёл в стане «чёрных котов» весь сезон и по его окончании вернулся в «Арсенал».
Сезон 2006/07 Хойт начал в основном составе, потому как Эшли Коул перешёл в «Челси», а Гаэль Клиши выбыл из-за травмы.
Свой первый гол за «канониров» Джастин забил 2 января 2007 года в ворота «Чарльтона». Примечательно, что этот мяч стал первым забитым голом англичанина на «Эмирейтс Стэдиум», до этого в составе «Арсенала» забивали исключительно легионеры.

### «Мидлсбро»
16 августа 2008 года Джастин перешёл в «Мидлсбро», сумма сделки составила £3 млн. За «Боро» защитник дебютировал 23 августа в матче против «Ливерпуля», выйдя на замену на 75-й минуте.
По итогам сезона 2008/09 «речники» вылетели из элиты и Хойтом интересовались «Эвертон», «Болтон» и «Вест Хэм», но Джастин решил остаться в «Мидлсбро», чтобы помочь клубу вернуться в Премьер-Лигу. 28 декабря 2009 года Хойт забил свой первый гол за «Боро», открыв счёт в матче против «Барнсли», завершившемся в итоге поражением 1:2.
1 июля 2012 года Джастин покинул «Мидлсбро» на правах свободного агента, ввиду того, что его контракт с клубом подошёл к концу и не был продлен. Однако в конце месяца он вернулся в расположение «речников» и 3 августа подписал с командой новое 2-летнее соглашение.
9 ноября в игре против «Шеффилд Уэнсдей» Хойт забил свой второй гол за четыре года пребывания в «Мидлсбро», а его команда взяла верх со счетом 3:1.

### «Дагенем энд Редбридж»
1 октября 2015 года Джастин подписал контракт с клубом «Дагенем энд Редбридж».

### «Цинциннати» (USL)
29 марта 2017 года Хойт присоединился к клубу американской лиги USL «Цинциннати».

### «Цинциннати» (MLS)
После преобразования «Цинциннати» во франшизу MLS Хойт был подписан вновь образованным клубом 10 декабря 2018 года. В высшей лиге США он дебютировал 13 апреля 2019 года в матче против «Лос-Анджелеса». По окончании сезона 2019 «Цинциннати» не продлил контракт с Хойтом.

## Международная карьера
Хойт привлекался в английские юношеские и молодёжные сборные всех возрастов, проведя в общей сложности в их составе 58 матчей. Джастин имеет тринидадские корни и помимо английской сборной мог также выступать за сборную Тринидада и Тобаго. Федерация футбола Тринидида и Тобаго рассматривала возможность приглашения Хойта на Чемпионат мира по футболу 2006 года, но футболист предпочёл дожидаться вызова в сборную Англии.
В марте 2013 года защитник принял новое предложение тринидадской сборной и 4 июня 2013 года дебютировал за «Воинов Сока» в товарищеской игре со сборной Румынии (0:4).

## Достижения
Арсенал
- Обладатель Суперкубка Англии: 2004
- Обладатель Кубка Англии: 2004/05

Цинциннати
- Победитель регулярного чемпионата USL: 2018

## Личная жизнь
Младший брат Джастина, Гэвин Хойт, также является воспитанником «Арсенала» и играет на позиции защитника.